# Parafia Bożego Ciała w Surażu
Parafia pw. Bożego Ciała w Surażu – rzymskokatolicka parafia należąca do dekanatu Białystok-Nowe Miasto, archidiecezji białostockiej, metropolii białostockiej.
Od 2 lipca 2023 proboszczem parafii jest ks. mgr lic. Rafał Norbert Koptas. 

## Zasięg parafii
Do parafii należą wierni z miejscowości: Suraż, Zawyki i Zawyki-Ferma.

## Historia parafii
Parafia w Surażu należy do najstarszych na Podlasiu. Została utworzona prawdopodobnie między 1400 a 1430 rokiem. W 1529 roku plebanem suraskim był ks. Franciszek ze Lwowa, późniejszy biskup kijowski. 
W 1927 roku proboszczem był Bonifacy Antoni Oleszczuk, odznaczony Srebrnym Krzyżem Zasługi za „zasługi w pracy społecznej”. 
Kościół parafialny
- Kościół parafialny pw. Bożego Ciała został wybudowany w miejscu starszego w latach 1874–1876 przez księdza proboszcza Teofila Hryniewickiego.

Kościoły filialne i kaplice
- Kaplica pw. Imienia Maryi w Zawykach

Dawne świątynie
W Inwentarzu starostwa suraskiego z 1558 r. wymieniony został kościół na kępie Piszczewo około 1 km na od rynku, któremu królowa Bona podarowała dwie włóki ziemi. Badania archeologiczne na uroczysku Piszczewo przyniosły odkrycie kilku budynków o sakralnym lub reprezentacyjno-sakralnym charakterze. 
Budowle znajdujące się na skarpie rzecznej można datować na 1. połowę XVI w., natomiast te położone w środkowej części wyspy są prawdopodobnie młodsze i pochodzą z XVI–XVII wieku. 
Źródła historyczne wiążą Piszczewo z osobą Franciszka ze Lwowa, plebana suraskiego i biskupa kijowskiego, który w 1529 r. jako pierwszy zakupił lub dokupił tu ziemię, powiększając dobra plebańskie. Zagospodarowanie tego miejsca wiązać należy jednak z jego następcą Józefem Jasieńskim, proboszczem suraskim w latach 1536–1560. Skonﬂiktowany z mieszczanami miał postawić swoją świątynię i rezydencję plebańską w miejscu odosobnionym, a jednocześnie stosunkowo blisko Suraża.